# Józef Żakowicz
Józef Żakowicz vel Maciej Kalina (po wojnie używał nazwiska Maciej Kalina) pseud.: Tabu, Kier, Krokus (ur. 9 sierpnia 1920 w Jaroszynie, województwo kieleckie, zm. 13 listopada 1961 w Tuszynku koło Tuszyna) – żołnierz Armii Andersa i Polskich Sił Zbrojnych, oficer Armii Krajowej, porucznik łączności, cichociemny.

## Życiorys
W 1939 roku ukończył Państwowe Gimnazjum im. Karola Chodkiewicza w Lidzie. Należał do Polskiego Towarzystwa Gimnastycznego „Sokół”.
We wrześniu 1939 roku został zmobilizowany i brał czynny udział w obronie Polski w służbie pomocniczej 77 pułku piechoty. Przy próbie przekroczenia granicy ze strefą niemiecką został aresztowany i wywieziony do łagru w głębi ZSRR. Po podpisaniu układu Sikorski-Majski 15 lutego 1942 roku wstąpił do Armii Andersa, gdzie został przydzielony do 8 batalionu rozpoznawczego 8 Dywizji Piechoty. Po ukończeniu szkoły podchorążych rezerwy piechoty przy tej dywizji i odbyciu stażu w oddziałach brytyjskich został przerzucony do Wielkiej Brytanii.
Zgłosił się do służby w kraju. Po przeszkoleniu w radiotelegrafii (łączności radiowej) został zaprzysiężony 10 lipca 1943 roku. Zrzutu dokonano w nocy z 14 na 15 września 1943 roku w ramach operacji „Neon 6” dowodzonej przez kpt. naw. Mieczysława Malinowskiego (zrzut na placówkę odbiorczą „Czajnik” 8 km na północny wschód od Tłuszcza). Po aklimatyzacji dostał przydział do Oddziału V Łączności Komendy Głównej AK jako radiotelegrafista 1 plutonu kompanii radiołączności „Orbis”. Następnie został przeniesiony na stanowisko dowódcy 2 plutonu radiotelegraficznego w Podokręgu Warszawa-Zachód AK.
Po wojnie pracował jako zarządca rejonowy Delegatury Powiatowej Tymczasowego Zarządu Państwowego w Jeleniej Górze (od grudnia 1945 roku do maja 1947 roku), a następnie jako administrator domu wypoczynkowego w Szklarskiej Porębie. W latach 1952–1953 był kierownikiem sklepu ogrodniczego, później, do 1959 roku – kierownikiem Biura Obsługi Turystyki. W 1960 roku przeszedł na rentę inwalidzką.

## Awanse
- starszy strzelec – 21 lutego 1943 roku
- podchorąży – 17 kwietnia 1943 roku
- podporucznik – ze starszeństwem od 14 września 1943 roku
- porucznik –

## Ordery i odznaczenia
- Krzyż Walecznych – czterokrotnie.

## Życie rodzinne
Był synem Józefa, zawiadowcy PKP, i Zofii z domu Rodkiewicz. W 1946 roku ożenił się z Janiną Grzelązka (ur. w 1922 roku). Mieli dwie córki: Iwonę zamężną Donarską (ur. w 1947 roku) i Katarzynę (ur. w 1957 roku).